# Tetramorium bicarinatum
Tetramorium bicarinatum är en myrart som först beskrevs av Nylander 1846.  Tetramorium bicarinatum ingår i släktet Tetramorium och familjen myror. Inga underarter finns listade i Catalogue of Life.

## Bildgalleri

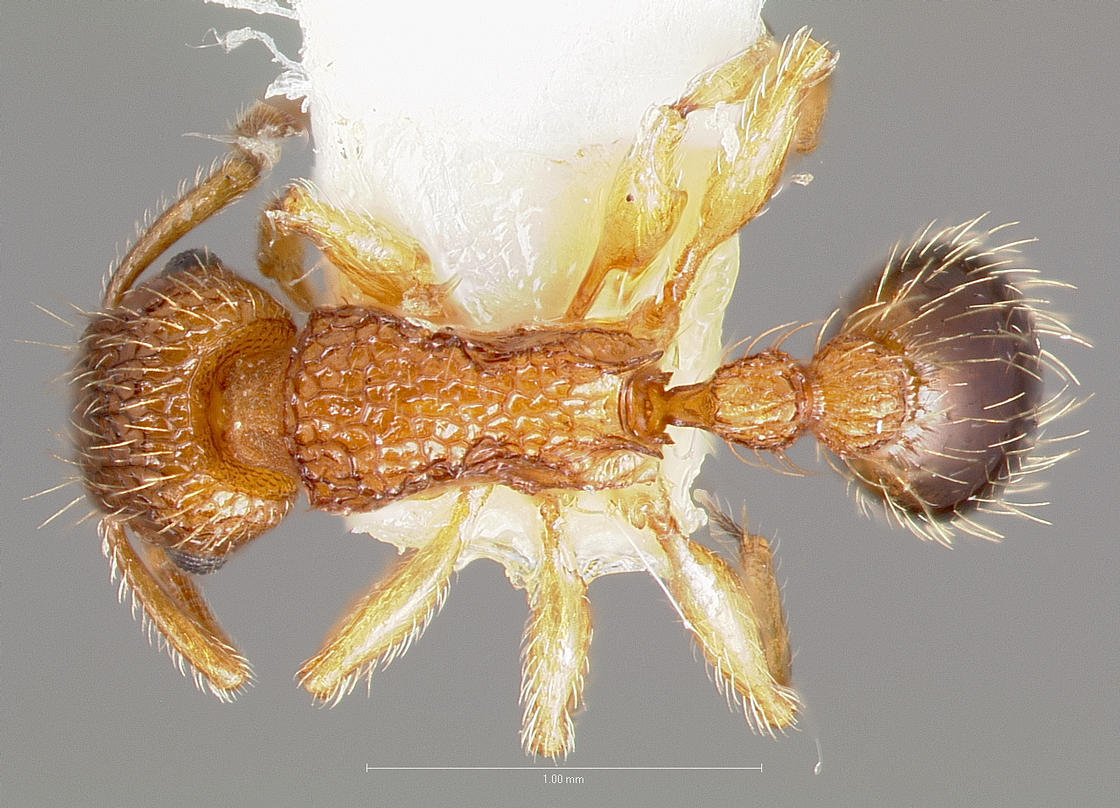
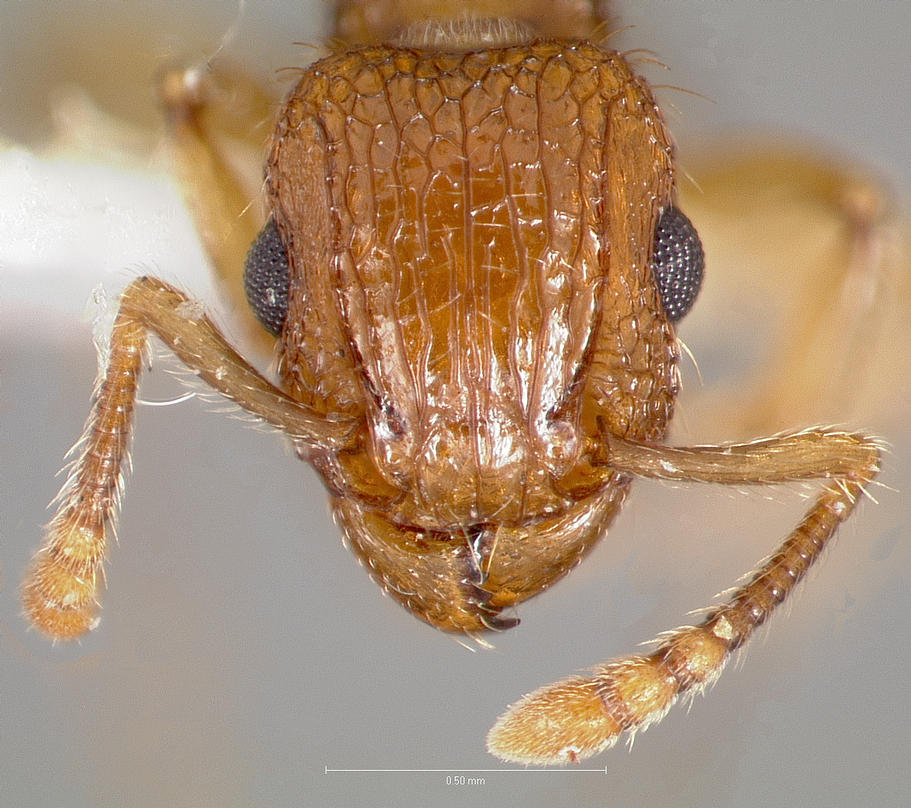
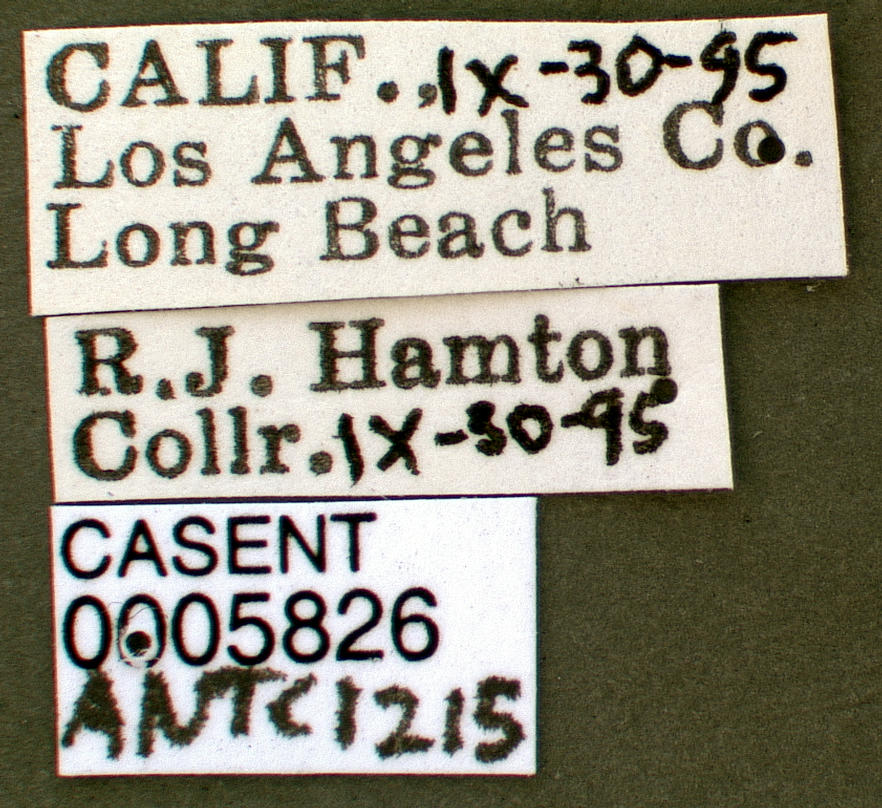
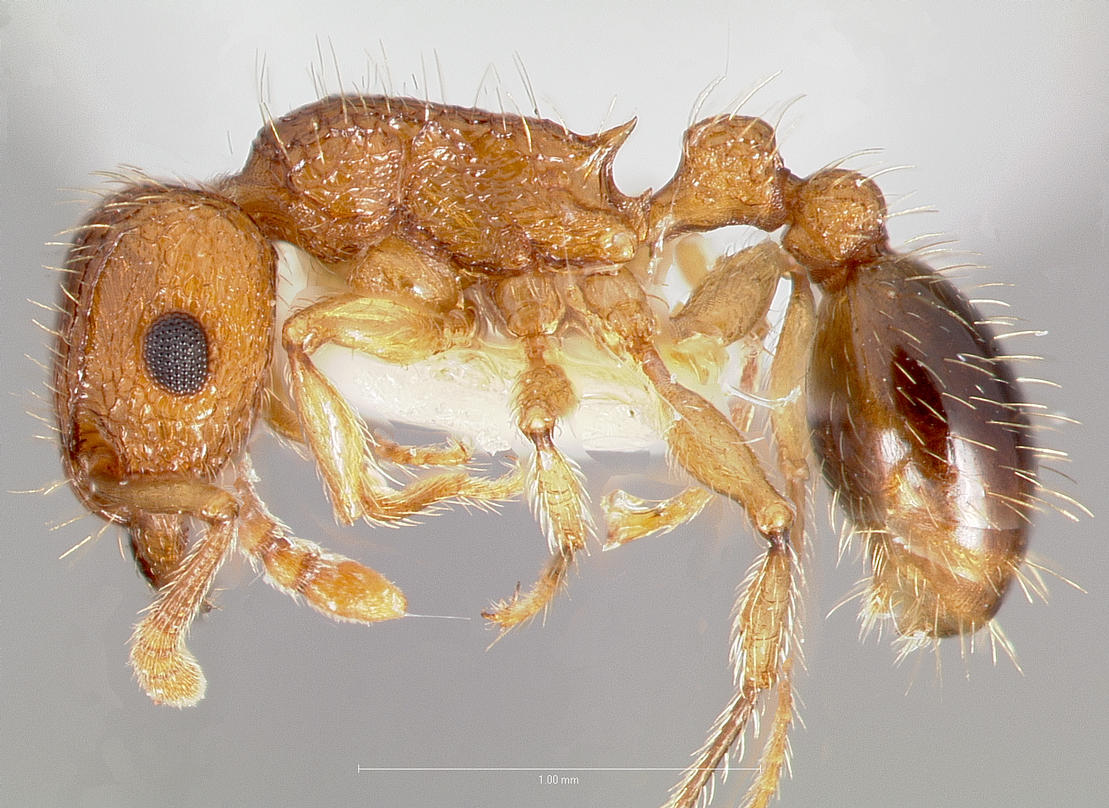
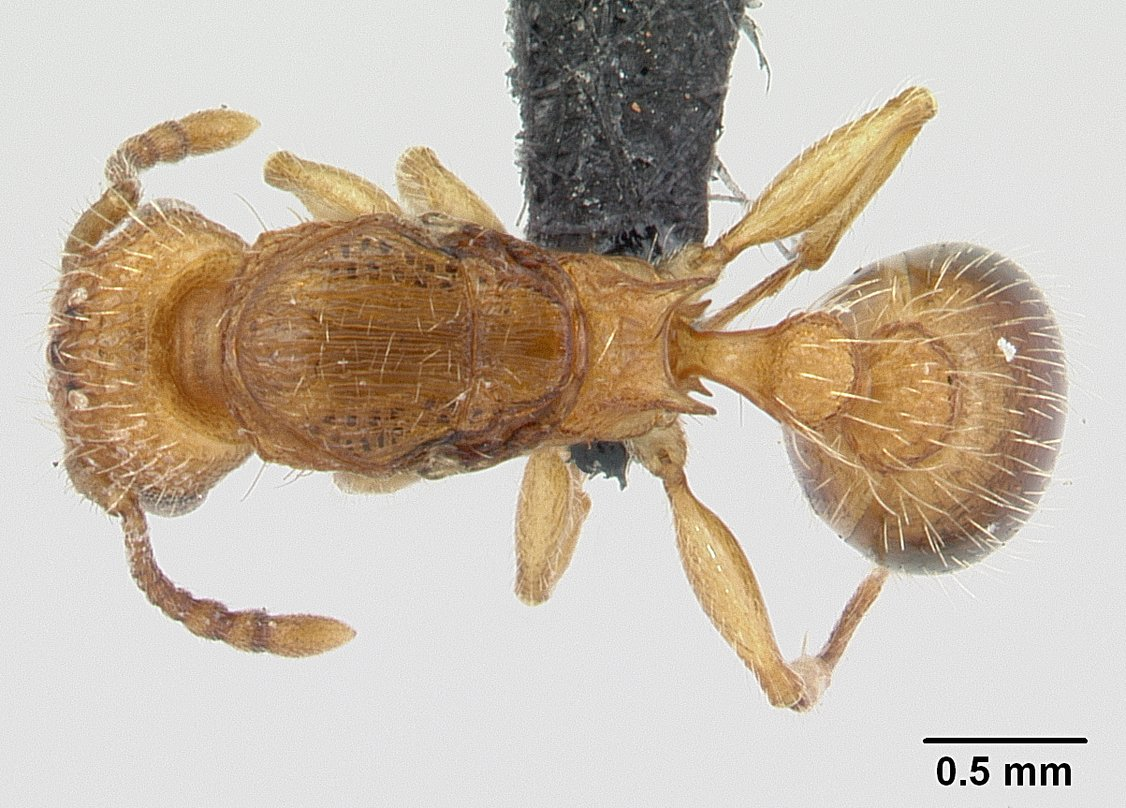
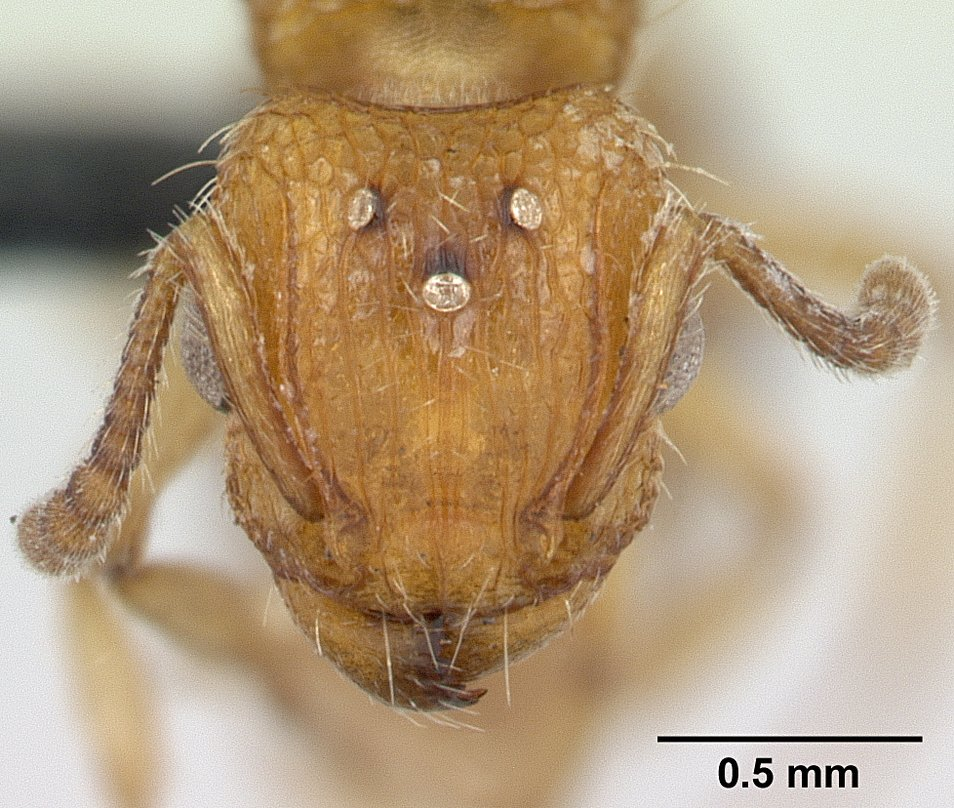